# Ракитничек лежачий
Ракитничек лежачий (лат. Chamaecytisus supinus) — кустарник высотой до 120 см; один из видов рода Ракитничек (Chamaecytisus), семейства Бобовые (Fabaceae). Имеет две фазы цветения (весной и летом) и ядовит из-за содержания алкалоидов.

## Ботаническое описание

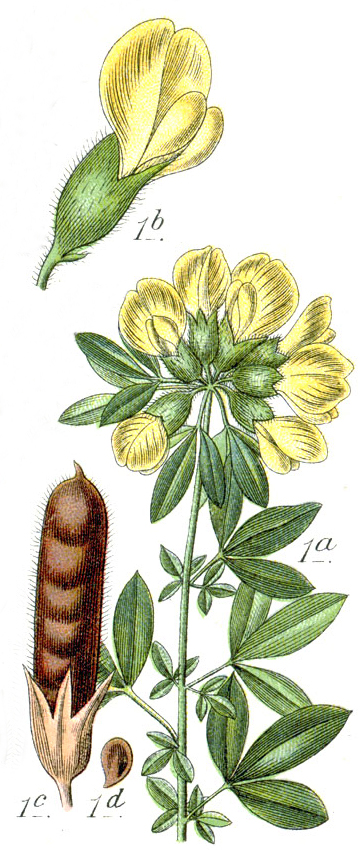
Ботаническая иллюстрация

Карликовый кустарник без колючек высотой 20–60 см, редко до 120 см. Восходящие или распростёртые стебли в первый год покрыты мохнатыми волосками, на второй год становятся голыми и чернеют после высыхания.
Листья очерёдные, разделены на черешок и листовую пластинку. Листовая пластинка трёхперистая, листочки длиной от 10 до 50 мм и шириной обычно 7–15 мм. Форма листа — от обратнояйцевидной до эллиптической, основание листа клиновидное. Листочки мохнато-волосистые с обеих сторон, хотя верхняя сторона может быть голой.
Боковые почки длиной 2–3 мм густоволосистые, не покрыты основанием листа.
Существует две фазы цветения: весенние цветки появляются в апреле и мае, летние — в июле и августе. Весной цветки появляются поодиночке или по три на коротких боковых побегах, которые образуются в пазухах листьев прошлогодних ветвей. Летом цветки располагаются по два-шесть (до десятков) в головчатых, конечных рахитичных соцветиях на длинных побегах текущего года. Цветоножки короткие, густоволосистые.
Гермафродитные цветки зигоморфные, пятилепестковые с двойным околоцветником. Чашечка длиной 12–14 мм, выступающая и опушённая. Нижняя губа чашечки длиннее ширины; зубцы чашечки заострены и изогнуты. Венчик мотылькового типа. Венчик жёлтый, длиной 17–21 мм у весенних цветов и 20–25 мм у летних. Венчик часто имеет красно-коричневое пятно и обычно голый или только в центре реснитчатый. Крылья и лодочка голые и значительно короче лопасти.
Плоды — плоские бобы, чернеющие при созревании, длиной 20–30 мм, шириной 5–6 мм. Семена длиной 2,5–3,5 мм, плоские и блестящие, красно-жёлтого или коричневого цвета.
Основное число хромосом — x = 12; тетра- и октоплоидия встречается с числом хромосом 2n = 48 или 96.

## Химический состав
Все части растения, особенно семена, ядовиты из-за содержащихся в них хинолизидиновых алкалоидов. В травянистых частях растения их доля составляет от 0,3 до 0,5 % по весу, из которых лупанин составляет 57–63 %, спартеин — 0–25 % и анагирин — 0–16 %. Основной алкалоид в семенах — цитизин.

## Распространение и экология
Широко распространён в Центральной и Южной Европе. Область распространения простирается от Франции через Дунайский регион, северные Балканские страны до Чёрного моря.
В Германии произрастает только в Баварии (долина Дуная), в Бранденбурге (долины Одера и Хавеля) и Тюрингии (Кройцбург, Мюльхаузен) он интродуцирован (неофит).
Склероморфный нанофанерофит или древесный хамефит.
Опыляется шмелями. Когда плоды созревают, стручки высыхают, лопаются и разбрасывают семена. Затем их разносят муравьи.
Гусеницы Colias myrmidone питаются исключительно Chamaecytisus supinus и родственным видом — Chamaecytisus ratisbonensis.
Произрастает в тёплых сухих лесах (сосновых и дубовых), на пустошах, опушках и полупустынных лугах. Растёт на сухих, суглинистых и каменистых склонах и насыпях, избегает известковых почв. Встречается только до (нижних) горных высот. В Баварском лесу растет на высоте до 630 метров, в Нижней Австрии — до 950 метров над уровнем моря. В основном встречается в сообществах Cytiso supini-Callunetum и Cytiso nigricantis-Pinetum, а также в сообществах ассоциации Geranion sanguinei или субассоциации Genisto-Quercenion.
В Швейцарии значения экологических показателей согласно Ландольту: индекс влажности F = 1+ (сухой), индекс освещенности L = 3 (полутенистый), индекс реакции R = 4 (от нейтральной до щелочной), индекс температуры T = 4+ (тёплый-прохладный), индекс питательности N = 2 (бедный питательными веществами), индекс континентальности K = 4 (субконтинентальный).

## Таксономия
Впервые вид был научно описан в 1753 году под названием (базионим) Cytisus supinus Карлом Линнеем. Новое название Chamaecytisus supinus (L.) Link было опубликовано в 1831 году Иоганном Генрихом Фридрихом Линком в Handbuch zur Erkennung der nutzbarsten und am häufigsten vorkommenden Gewächse. Видовой эпитет supinus означает «загнутый назад» или «плавно поднимающийся».